# Schlettereriella
Schlettereriella is een geslacht van insecten uit de orde vliesvleugeligen (Hymenoptera) en de familie schildwespen (Braconidae).

## Soorten
Deze lijst van 20 stuks is mogelijk niet compleet.
- S. aurantieiceps (Cameron, 1912)
- S. bicolor (Szepligeti, 1914)
- S. brevipetiolata (Szepligeti, 1914)
- S. buettneri (Stadelmann, 1893)
- S. cameruna (Enderlein, 1901)
- S. conradti (Szepligeti, 1914)
- S. erythrothorax (Cameron, 1912)
- S. flaviceps (Enderlein, 1912)
- S. flavitarsis (Szepligeti, 1914)
- S. fuelleborni (Enderlein, 1901)
- S. fulva (Szepligeti, 1914)
- S. gardneri (Nixon, 1954)
- S. guineensis (Szepligeti, 1914)
- S. ingens (Enderlein, 1901)
- S. oncophorus (Schletterer, 1890)
- S. pulchripennis (Szepligeti, 1913)
- S. rufithorax (Szepligeti, 1911)
- S. superba (Szepligeti, 1911)
- S. tessmanni (Szepligeti, 1914)
- S. variegata (Szepligeti, 1911)